# شهرستان شیمیان
شهرستان شیمیان (به لاتین: Shimian County) یک شهرستان‌های جمهوری خلق چین در چین است که در یاان واقع شده‌است.
 شهرستان شیمیان  ۱۲۳٬۶۰۰ نفر جمعیت دارد.